# Veronica Mandriota
Veronica Mandriota (Monopoli, 28 febbraio 2005) è una ginnasta italiana, membro della nazionale italiana di ginnastica artistica femminile.
Gareggia per la Brixia di Brescia, con la quale ha vinto quattro scudetti nel Campionato di Serie A (2019, 2020, 2021 e 2022).
Ha partecipato a tre edizioni del Trofeo Città di Jesolo, nel 2017, 2019 e 2022.

## Carriera junior
Nel 2019 ha partecipato al Festival olimpico della gioventù europea, dove si è qualificata per quattro finali (all-around, volteggio, trave e corpo libero), concluse rispettivamente all'undicesimo, sesto, quinto e settimo posto. A giugno ha poi preso parte ai Mondiali Junior 2019, ma non ha gareggiato a causa di un problema fisico dell'ultimo minuto.

## Carriera senior
Nel 2021 partecipa ai suoi primi Campionati Assoluti da senior, arrivando al quarto posto All-Around (53.150); al volteggio ottiene 14.150, mentre al corpo libero 13.150. A novembre, viene convocata per l'Elite Gym Massilia, con le compagne Angela Andreoli, Asia D’Amato e Manila Esposito. In questa amichevole, conquista l'oro con la squadra, ottenendo 13.733 al volteggio, 12.600 alle parallele, 12.166 alla trave e 12.933 al corpo libero.
Nel 2022 viene convocata, insieme ad Angela Andreoli, Asia D'Amato, Martina Maggio e Giorgia Villa, per il DTB Pokal di Stoccarda, dove con la squadra conquista la medaglia d'argento dietro agli Stati Uniti. Nel giugno dello stesso anno partecipa ai Giochi del Mediterraneo a Orano come riserva e l'Italia vince l'oro a squadre, totalizzando 161.950 punti. A ottobre partecipa ai Campionati Italiani Assoluti dove termina la gara all-around al quinto posto; partecipa inoltre alle finali alle parallele e alla trave classificandosi in entrambe al quinto posto, mentre vince la medaglia d'argento nella finale al corpo libero. 
Viene inclusa nella squadra per i Mondiali di Liverpool. Durante la giornata di qualificazioni gareggia al volteggio e al corpo libero e contribuisce a qualificare l'Italia per la finale a squadre con il quarto miglior punteggio. Durante la finale a squadre, a causa di alcuni errori commessi dalle italiane, la squadra non va oltre il quinto posto.
Il 13 gennaio 2023 subisce un'operazione chirurgica a seguito un infortunio ai legamenti del piede occorso durante un allenamento. Torna in campo internazionale in occasione dei Mondiali di Anversa 2023, dove viene convocata come riserva della squadra composta da Elisa Iorio, Alice D'Amato, Manila Esposito, Angela Andreoli e Arianna Belardelli, che cpnquisterà il pass per le Olimpiadi di Parigi 2024. 
Nel giugno 2024 partecipa alla World Challenge Cup a Koper, dove conquista la medaglia d'oro alla trave, con un punteggio di 13.050, e quella di bronzo al corpo libero, con 12.700.